# Nikolov Balázs
Nikolov Balázs (Bonyhád, 1977. július 4. –) magyar válogatott labdarúgó, hátvéd.

## Pályafutása
Serdülőkorában Máté Csaba és Kniesz Mátyás volt az edzője.

### Dunaferr SE
Újvárosi színekben kezdte élvonalbeli karrierjét és 2000-ben magyar bajnoki címet szerzett csapatával. A 2002/03-as szezonig meghatározó játékosa volt a Dunaferrnek, ám miután a gárda kiesett az élvonalból, távozott.

### DVSC
Első debreceni időszaka 2004 és 2006 között tartott, a hajdúsági klubbal két bajnoki címet szerzett.
2011-ben tért vissza korábbi sikerei színhelyére, ahol bajnokságot és kupát nyert. 2012 augusztusában a BATE Bariszav elleni Bajnokok Ligája selejtező mérkőzésen kiállították, a DVSC hazai pályán 2-0-s vereséget szenvedett, ezután szerződést bontott a DVSC-vel.

### HamKam
A norvég HamKam 125 ezer euróért igazolta le 2005 augusztusában. A próbajáték után létrejött megállapodás három évre szólt. Csapata az utolsó előtti, 13. helyen fejezte be a 2006-os bajnokságot, így kiesett az élvonalból. Ezután anyagi problémákra hivatkozva visszatért a Magyarországra.

### Győri ETO
A következő másfél évet a Győri ETO játékosaként töltötte. A 2007–2008-as szezonban alapembere volt a 3. helyen végzett csapatnak. A Nemzeti Sport a legjobb Magyarországon játszó jobbhátvédnek választotta az év végi pontozásakor. A következő évben pályára lépett az UEFA-kupa selejtezőiben, így játszott a VfB Stuttgart ellen is. A 2008–2009-es szezon sokkal rosszabbul sikerült, egyre kevesebb lehetőséget kapott. A télen edzőváltás történt a csapatnál, Egervári Sándor helyett Dragoljub Bekvalać érkezett, aki új stratégiával vágott neki a tavasznak.
A klubvezetés közleménye szerint fiatalítani kívántak a kereten, az új elképzelésekbe Balázs sem fért bele, így közös megegyezéssel távoznia kellett.
Szóban forgott egy esetleges kínai szerződés lehetősége, de miután ez nem realizálódott visszatért karrierje első profi klubjához, a Pakshoz igazolt.

### Paksi FC
2009 januárjában 1,5 éves szerződést kötött a Paksi FC csapatával, amit 2010 nyarán nem hosszabbítottak meg.
Fél évig csapat nélkül volt, majd 2011. január 25-én kétéves szerződést kötött a Debrecennel.

### Vasas
Debrecenből való távozását követően a másodosztályú Vasasba igazolt, ahonnét azonban egy szezon után távozott. Bár szóba jött, hogy visszatér Dunaújvárosba, végül visszavonult.

### A válogatottban
A magyar válogatottban háromszor lépett pályára.

## Sikerei, díjai
Dunaferr SE
- Magyar bajnok: 2000
- Magyar bajnoki ezüstérmes: 2001

DVSC
- Magyar bajnok: 2005, 2006, 2012
- Magyar bajnoki bronzérmes: 2004
- Magyar Kupa-győztes: 2012
- Magyar Kupa-döntős: 2003
- Szuperkupa-győztes: 2005, 2006

Győri ETO
- Magyar bajnoki bronzérmes: 2008
- Magyar Kupa-döntős: 2009

Paksi FC
- Ligakupa-döntős: 2010

## Statisztika

### Mérkőzései a válogatottban
| Magyarország | Magyarország       | Magyarország    | Magyarország | Magyarország | Magyarország | Magyarország | Magyarország | Magyarország |
| #            | Dátum              | Helyszín        | Hazai        | Eredmény     | Vendég       | Kiírás       | Gólok        | Esemény      |
| ------------ | ------------------ | --------------- | ------------ | ------------ | ------------ | ------------ | ------------ | ------------ |
| 1.           | 2004. november 30. | Bangkok (THA)   | Magyarország | 0 – 1        | Szlovákia    | Király-kupa  | -            | 46'          |
| 2.           | 2004. december 2.  | Bangkok (THA)   | Magyarország | 5 – 0        | Észtország   | Király-kupa  | -            |              |
| 3.           | 2005. február 2.   | Isztambul (TUR) | Magyarország | 0 – 0        | Szaúd-Arábia | barátságos   | -            |              |
|              | Összesen           |                 |              | 3            | mérkőzés     |              | 0            | gól          |